# Paleobacteriologia
Paleobacteriologia, etimologicamente significa o estudo (logos) das antigas (paleo) bactérias. O termo Bacteria (Bacterium) foi introduzido como palavra científica em 1838 pelo naturalista alemão Christian Gottfried Ehrenberg (1795-1876). Esta palavra tem origem na palavra grega Backterion (βακτηριον), (pequena vara) que é o diminuitivo em grego de baktron, vara. A escolha do termo está associada às primeiras observações de bactérias no microscópio, pois os cientistas acharam-nas muito parecidas com “galhinhos” e resolveram batizá-las de acordo.   
O termo Paleoparasitologia bacteriológica ou Paleobacteriologia, procede de outra expressão, mais ampla: A paleoparasitologia, que está associada à pesquisa de uma grande diversidade de organismos simbiontes em material antigo. O étimo da palavra Paleoparasitologia, denota o estudo dos antigos parasitos (para) ao lado + (sitos) alimentos, esta última designação remonta aos tempos pré-homéricos e significa "aquele que come de, ou com outro". A expressão paleoparasitologia foi criada em 1979, pelo Dr. Luiz Fernando Ferreira, Médico parasitologista e pesquisador da Fundação Oswaldo Cruz. 
A paleobacteriologia tem como objetivo primário o reconhecimento de agentes bacterianos que provavelmente afetaram nossos ancestrais, permitindo uma melhor compreensão dos variados hábitos e costumes envolvidos nos processos saúde-doença ocorridos no passado, possibilitando desta forma, a detecção das raízes de diferentes infecções, bem como as rotas de dispersão destes agentes entre povos e ambientes.  
O diagnóstico de doenças em populações extintas pode ser baseado em diversos parâmetros, como anormalidades em registros ósseos, tecidos e marcadores biológicos detectados em coprólitos. 
Os coprólitos (gr. copros = fezes; litos = pedra) que servem de vasta fonte para essas pesquisas, são fezes antigas conservadas naturalmente pela dessecação ou mineralização, que mantém muitas vezes vestígios físicos ou mesmo moleculares de organismos que estiveram presentes nos intestinos dos indivíduos ou animais que os originaram.  Esse material, além de informações gerais sobre a saúde, também pode prover subsídios sobre a dieta e práticas de agricultura, possibilitando recuperar grande parte das informações sobre o paleoambiente, e permitindo o estabelecimento até mesmo de parte da cadeia alimentar entre os organismos.
Referências: 
Nogueira, J.M.R.. 2008. Paleoparasitologia; Estudos associados à recuperação de organismos bacterianos de esporos viáveis presentes em coprólitos sul-americanos. Disponível em: http://www.arca.fiocruz.br/bitstream/icict/4578/2/315.pdf
Nogueira, J.M.R. 2006. Paleoparasitologia: Revisão bibliográfica e Novas perspectivas para estudos microbiológicos. Disponível em: http://www6.ensp.fiocruz.br/repositorio/sites/default/files/arquivos/Paleoparasitologia.pdf